# Tjärndrolet
Tjärndrolet är en sjö i Strömsunds kommun i Jämtland och ingår i Ångermanälvens huvudavrinningsområde. Sjön har en area på 0,0293 kvadratkilometer och ligger 704,3 meter över havet.

## Delavrinningsområde
Tjärndrolet ingår i det delavrinningsområde (719030-141360) som SMHI kallar för Mynnar i Stor-Blåsjön. Medelhöjden är 734 meter över havet och ytan är 15,56 kvadratkilometer. Det finns inga avrinningsområden uppströms utan avrinningsområdet är högsta punkten. Brakkån som avvattnar avrinningsområdet har biflödesordning 3, vilket innebär att vattnet flödar genom totalt 3 vattendrag innan det når havet efter 357 kilometer. Avrinningsområdet består mestadels av skog (48 procent) och kalfjäll (44 procent). Avrinningsområdet har 0,03 kvadratkilometer vattenytor vilket ger det en sjöprocent på 0,2 procent.